# Tutti in scena!
Tutti in scena! (Get a Horse!) è un film del 2013 diretto da Lauren MacMullan. È un cortometraggio animato della serie Mickey Mouse, prodotto dai Walt Disney Animation Studios e uscito negli Stati Uniti il 27 novembre 2013, distribuito dalla Walt Disney Studios Motion Pictures. Il cortometraggio, prodotto in 3D, combina animazione tradizionale in bianco e nero e animazione al computer a colori. La versione originale include registrazioni d'archivio di Walt Disney come voce di Topolino. È il primo cortometraggio cinematografico di Topolino prodotto dopo Topolino e il cervello in fuga (1995), e la prima apparizione di Oswald il coniglio fortunato in una produzione animata Disney dopo 85 anni.

## Trama
Topolino, la sua fidanzata Minni e i loro amici Orazio Cavezza e Clarabella si dilettano in una corsa su un carro musicale, finché Pietro Gambadilegno non si presenta e cerca di farli finire fuori strada. Topolino e Orazio vengono sbattuti attraverso lo schermo cinematografico all'interno di un cinema, emergendo nelle loro versioni a colori e in CGI. Topolino procede a combattere contro Pietro su entrambi i lati dello schermo, aiutato da Orazio (che aveva brevemente lasciato il cinema per ottenere delle concessioni moderne e 'prendere in prestito' uno smartphone). I due superano in astuzia Pietro girando lo schermo su assi diversi per cambiare alternativamente il flusso della gravità e del tempo, così che Pietro ferisca sé stesso ripetutamente sugli stessi oggetti. Infine, lo schermo cinematografico cade a pezzi, rivelando un modernizzato paesaggio in CGI, e i personaggi Disney tornano nel film, che si dissolve in tempo per bloccare Pietro nell'iride.

## Produzione
Tutti in scena! è stato ideato e diretto da Lauren MacMullan, che è diventata la prima donna a dirigere da sola un film d'animazione Disney. Ha iniziato a lavorare sul cortometraggio dopo che il regista di Ralph Spaccatutto, Rich Moore, le aveva detto che la Disney stava cercando alcune idee su Topolino per la televisione. Essendo appassionata dei primi cortometraggi di Topolino, soprattutto per la loro semplicità e freschezza, decise di utilizzare uno stile simile all'animazione degli anni Venti. Prodotto in 18 mesi, la sua animazione tradizionale è stata supervisionata da Eric Goldberg, e la sua animazione al computer da Adam Green. Per ottenere l'aspetto del 1928, sono stati aggiunti all'immagine dei filtri di invecchiamento e di sfocatura, mentre per la parte in CGI sono stati creati nuovi modelli, fedeli ai character design del 1928. In origine temporaneamente, il team di produzione ha integrato registrazioni d'archivio della voce di Topolino fornita da Walt Disney dal 1928 al 1947, e le ha assemblate formando il dialogo del personaggio.

## Distribuzione
Il corto è stato proiettato in anteprima l'11 giugno 2013 al Festival International du Film d'Animation d'Annecy ad Annecy, ha avuto la sua anteprima statunitense il 9 agosto 2013 alla D23 Expo ad Anaheim, e ha accompagnato nei cinema il Classico Disney Frozen - Il regno di ghiaccio, uscito il 27 novembre 2013.

### Data di uscita
Le date di uscita internazionali sono state:
- 21 novembre 2013 in Portogallo (A cavalo!)
- 27 novembre negli Stati Uniti
- 4 dicembre in Francia (À cheval!)
- 5 dicembre in Ungheria (Lóra!)
- 19 dicembre in Italia
- 2 gennaio 2014 in Argentina (Es hora de viajar!)
- 3 gennaio in Brasile (É hora de viajar)
- 14 marzo in Giappone

### Edizione italiana
Il doppiaggio italiano del corto è stato eseguito dalla Royfilm e diretto da Leslie La Penna su dialoghi di Laura Giordani.

## Accoglienza
Il cortometraggio è stato acclamato dalla critica. Todd McCarthy di The Hollywood Reporter ha lodato il cortometraggio come "uno dei più arguti e inventivi corti animati da tanto tempo". In particolare, egli fa notare che il film "inizia come uno dei primi cortometraggi in bianco e nero di Topolino, ma poi sconfina nel colore e nel 3D in modi meravigliosamente grotteschi che richiamano alla mente le tecniche dei passi fuori dallo schermo de La palla nº 13 di Buster Keaton e La rosa purpurea del Cairo di Woody Allen. È un vincitore totale". Scott Foundas di Variety ha concordato, etichettando il film come "assolutamente abbagliante". Drew McWeeny di HitFix lo ha lodato come "il perfetto pezzo di accompagnamento" e "enormemente divertente". Egli continua dicendo che "la cineasta Lauren MacMullan acchiappa perfettamente il look e l'atmosfera dei primi giorni dello studio Disney, ed è la prima volta che abbia mai riso ad alta voce per Topolino. Si tratta di un cortometraggio inventivo e tecnicamente preciso, e inoltre celebra e decostruisce la storia animata della Disney in un modo molto divertente".
Oltre ad aver vinto l'Annie Award al miglior cortometraggio d'animazione, il film ha ricevuto una nomination all'Oscar per la stessa categoria ai Premi Oscar 2014 e una come miglior film d'animazione ai San Diego Film Critics Society Awards 2013.

## Edizioni home video
Il cortometraggio è stato incluso come contenuto speciale nelle edizioni in DVD, Blu-ray Disc e Blu-ray 3D di Frozen - Il regno di ghiaccio, uscite in Italia il 9 aprile 2014. Inoltre è incluso nel DVD Walt Disney Animation Studios - Short Films Collection.